# Oragua triplehorni
Oragua triplehorni är en insektsart som beskrevs av Young 1977. Oragua triplehorni ingår i släktet Oragua och familjen dvärgstritar. Inga underarter finns listade i Catalogue of Life.